# Mark Satterthwaite
Pour l’article homonyme, voir Satterthwaite.
Mark Satterthwaite est un économiste américain.
En théorie du choix social, il est connu pour avoir formulé avec le philosophe Allan Gibbard le théorème de Gibbard-Satterthwaite qui montre que toute règle de vote non dictatoriale est manipulable (au sens où les acteurs peuvent avoir des comportements stratégiques).
Il est aussi l'auteur avec Roger Myerson du théorème de Myerson-Satterthwaite (en).

## Publications
- (en) Mark Allen Satterthwaite, « Strategy-proofness and Arrow's conditions: Existence and correspondence theorems for voting procedures and social welfare functions », Journal of Economic Theory, vol. 10, no 2,‎ 1975, p. 187–217 (DOI 10.1016/0022-0531(75)90050-2)